# Green Bay Packers 1920
La stagione 1920 dei Green Bay Packers è stata la seconda della franchigia. La squadra, allenata da Curly Lambeau, affrontò principalmente squadre professionistiche indipendenti del Wisconsin, terminando con un record di 9-1-1.

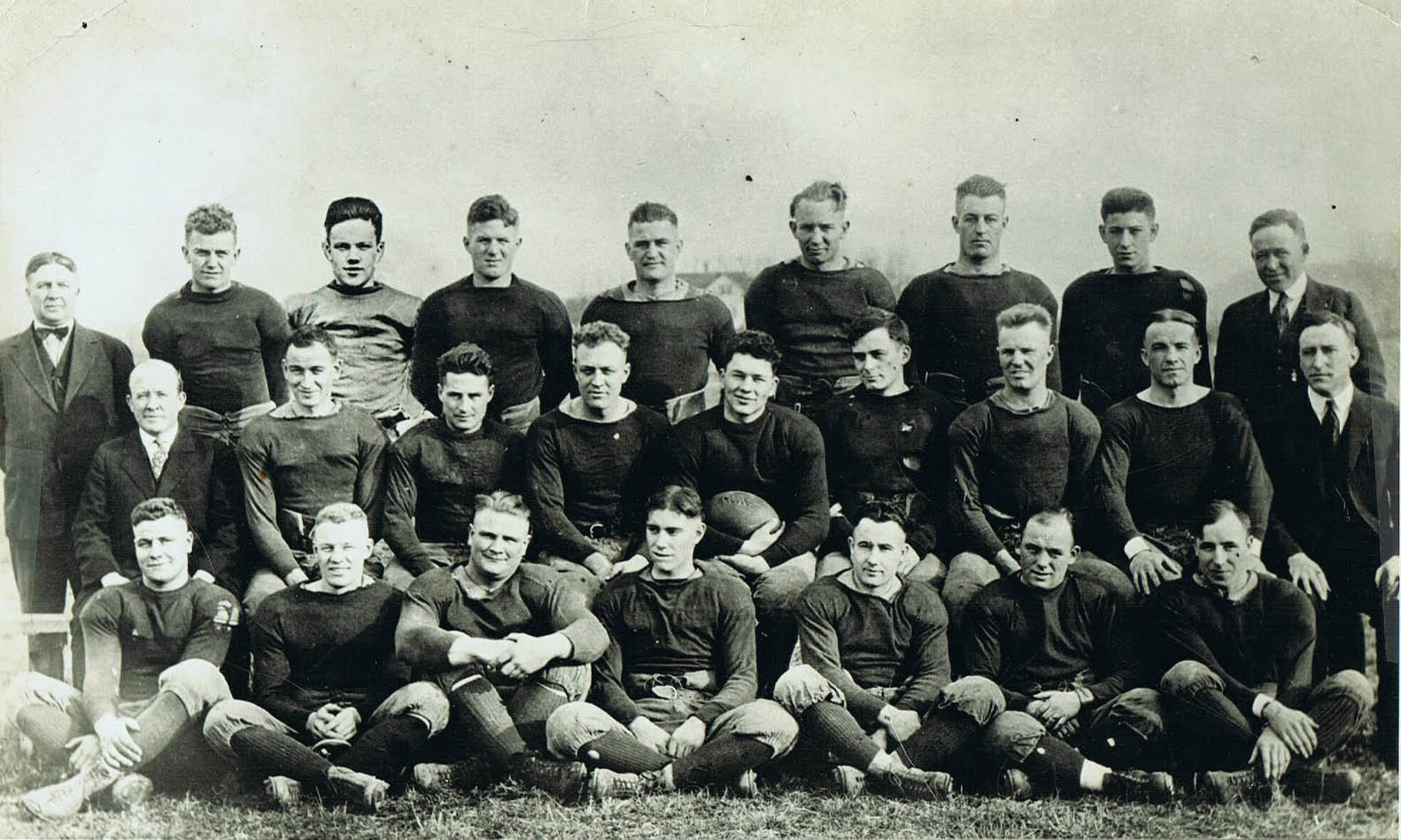
I Green Bay Packers del 1920

## Calendario
| Turno | Data         | Avversario              | Risultato | Record | Luogo            |
| ----- | ------------ | ----------------------- | --------- | ------ | ---------------- |
| 1     | 26 settembre | Chicago Boosters        | P 3–3     | 0-0–1  | Hagemeister Park |
| 2     | 3 ottobre    | KauKauna Legion         | V 56–0    | 1–0–1  | Hagemeister Park |
| 3     | 10 ottobre   | Stambaugh Miners        | V 3–0     | 2–0–1  | Hagemeister Park |
| 4     | 17 ottobre   | Marinette Professionals | V 25–0    | 3–0–1  | Hagemeister Park |
| 5     | 24 ottobre   | De Pere Pros            | V 62–0    | 4–0–1  | Hagemeister Park |
| 6     | 31 ottobre   | Beloit Fairies          | V 7–0     | 5–0–1  | Hagemeister Park |
| 7     | 7 novembre   | Milwaukee All-Stars     | V 9–0     | 6–0–1  | Hagemeister Park |
| 8     | 14 novembre  | at Beloit Fairies       | S 3–14    | 6–1–1  | Beloit, WI       |
| 9     | 21 novembre  | Menominee Professionals | V 19–7    | 7–1–1  | Hagemeister Park |
| 10    | 25 novembre  | Stambaugh Miners        | V 14–0    | 8–1–1  | Hagemeister Park |
| 11    | 28 novembre  | Milwaukee Lapham A.C.   | V 26–0    | 9–1–1  | Hagemeister Park |

## Roster
| Giocatore          |
| ------------------ |
| Nate Abrams        |
| Henry (Tubby) Bery |
| Cub Buck           |
| Jack Dalton        |
| Dutch Dwyer        |
| Jen Gallager       |
| Fritz Gavin        |
| Fee Klaus          |
| Wally Ladrow       |
| Curly Lambeau      |
| Wes Leaper         |
| Malis              |
| Herman Martell     |
| Orlo Wylie McLean  |
| Medley             |
| Murphy             |
| Herbert Nichols    |
| Al Petcka          |
| Sammy Powers       |
| Gus Rosenow        |
| Charlie Sauber     |
| Smith              |
| Buff Wagner        |
| Cowboy Wheeler     |
| Milt Wilson        |
| Martin Zoll        |
| Carl Zoll          |